# دن هوکر
دن هوکر (انگلیسی: Dan Hooker؛ زادهٔ ۱۳ فوریهٔ ۱۹۹۰) ورزشکار هنرهای رزمی ترکیبی اهل نیوزیلند است. وی از سال ۲۰۰۹ میلادی تاکنون مشغول فعالیت بوده‌است.
هوکر یک رزمی‌کار حرفه‌ای ترکیبی اهل نیوزیلند و کیک‌بوکسور سابق است. او در حال حاضر در بخش سبک وزن مسابقات قهرمانی مبارزه نهایی (سازمان یواف‌سی) رقابت می‌کند. هوکر قهرمان کیک‌بوکسینگ میان وزن رینگ و قهرمان میان وزن WKBF X-Rules بود. در تاریخ ۲۲ ژوئیه ۲۰۲۵، او در رتبه‌بندی سبک وزن یواف‌سی در رتبه ششم قرار دارد.